# Salomonszegel
Salomonszegel (Polygonatum) is een geslacht van overblijvende kruiden. In de 23e druk van de Heukels is het ondergebracht in de aspergefamilie (Asparagaceae). Het is ook wel in andere families ingedeeld.
De naam heeft alleen indirect te maken met de koning Salomo uit de Bijbel, door de littekens in de vorm van een davidster die afgestorven bloemstengels uit vorige jaren op de wortelstok achterlaten.
Salomonszegels zijn meerjarige planten met een vlezige wortelstok en hangende bloemen.

## Voorkomen
De soorten komen verspreid voor in de gematigde zones van het noordelijk halfrond.
Sommige soorten zouden medisch bruikbaar zijn. In Azië worden een aantal soorten in kruidenthee gebruikt.
In België en Nederland komen voor:
- Gewone salomonszegel (Polygonatum multiflorum)
- Kranssalomonszegel (Polygonatum verticillatum)
- Welriekende salomonszegel (Polygonatum odoratum)
- Tuinsalomonszegel (Polygonatum multiflorum × odoratum)

De in België en Nederland in het wild voorkomende soorten kunnen als volgt gedetermineerd worden:
| Plant                     | Bladen                                           | Stengel         | Bloeiwijze            | Foto |
| Kranssalomonszegel        | In krans rond stengel                            | Rechtopstijgend | In krans rond stengel |      |
| Gewone salomonszegel      | Afwisselend                                      | Rond            | 2-5 in bladoksel      |      |
| Welriekende salomonszegel | Afwisselend.                                     | Kantig          | 1-5 in bladoksel      |      |
| Tuinsalomonszegel         | Afwisselend, tussen de bladen met zwakke lijsten |                 |                       |      |

Een aantal andere soorten zijn:
- Polygonatum biflorum
- Polygonatum cirrhifolium
- Polygonatum cobrense
- Polygonatum cyrtonema
- Polygonatum falcatum
- Polygonatum hirsutum
- Polygonatum humile
- Polygonatum inflatum
- Polygonatum involucratum
- Polygonatum kingianum
- Polygonatum lasianthum
- Polygonatum macropodium
- Polygonatum maximowiczii
- Polygonatum orientale
- Polygonatum pubescens
- Polygonatum stenanthum
- Polygonatum sibiricum